# ماریا فیلونچیک
ماریا فیلونچیک (بلاروسی: Марыя Філончык؛ زادهٔ ۱۰ ژانویهٔ ۱۹۹۲) بازیکن بسکتبال اهل بلاروس است. وی در بازی‌های المپیک تابستانی ۲۰۰۸ شرکت کرده‌است.